# 第18回アジア・フィルム・アワード
第18回アジア・フィルム・アワード（18th Asian Film Awards）は、2024年のアジア映画を対象とした映画賞。2025年3月16日に香港西九龍文化地区の戯曲センターで授賞式が開催される。ノミネート作品は2025年1月10日に発表され、『破墓/パミョ』が最多11部門にノミネートされた。最多受賞作品は『破墓/パミョ』『サントーシュ』『黙視録』『トワイライト・ウォリアーズ 決戦! 九龍城砦』の4作品で、それぞれ2部門受賞している。
審査員長はサモ・ハン・キンポーが務めたほか、ディーン・フジオカがアンバサダー、オークベープ・チュティモン、リン・ボーホン、ロー・ジャンイップ、岡田将生がユース・アンバサダーを務めている。授賞式の司会はジェイソン・チャン、サラ・ソン夫妻が務め、授賞式の模様はYouTube公式チャンネルで配信されるほか、TVBプラスでも放送された。

## 審査員
審査員は以下の7名が務めている。
- サモ・ハン・キンポー（審査員長）
- サブリナ・バラセッティ
- ロジャー・ガルシア
- 石坂健治
- ジェニファー・ジャオ
- ナム・ドンチョル
- ジャネット・ウー・ヤンヤン

## 受賞結果
| 作品賞 | 監督賞 |
| --- | --- |
| - 『私たちが光と想うすべて』 - 『ブラックドッグ』 - 『破墓/パミョ』 - 『敵』 - 『トワイライト・ウォリアーズ 決戦! 九龍城砦』 | - 吉田大八 - 『敵』 - パヤル・カパーリヤー - 『私たちが光と想うすべて』 - グァン・フー - 『ブラックドッグ』 - チャン・ジェヒョン - 『破墓/パミョ』 - リティ・パン - 『ポル・ポトとの会合』                                                                                                  |
| 主演男優賞 | 主演女優賞 |
| - ラウ・チンワン - 『お父さん』 - エディ・ポン - 『ブラックドッグ』 - チェ・ミンシク - 『破墓/パミョ』 - 長塚京三 - 『敵』 - マイケル・ホイ - 『ラスト・ダンス』 | - シャーハーナー・ゴースワーミー - 『サントーシュ』 - カニ・クスルティ - 『私たちが光と想うすべて』 - シルヴィア・チャン - 『母の娘』 - 河合優実 - 『ナミビアの砂漠』 - キム・ゴウン - 『破墓/パミョ』                                                                                      |
| 助演男優賞 | 助演女優賞 |
| - リー・カンション - 『黙視録』 - 光石研 - 『夜明けのすべて』 - 池松壮亮 - 『ぼくのお日さま』 - チュー・パクホン - 『ラスト・ダンス』 - フィリップ・ン - 『トワイライト・ウォリアーズ 決戦! 九龍城砦』 | - ヤン・クイメイ - 『Yen and Ai-Lee』 - マギー・リー・リンリン - 『All Shall Be Well』 - ディヴィヤ・プラバ - 『私たちが光と想うすべて』 - イム・ジヨン - 『リボルバー』 - 瀧内公美 - 『敵』                                                                                                |
| 新人監督賞 | 新人俳優賞 |
| - サンディヤ・スリ - 『サントーシュ』 - 山中瑶子 - 『ナミビアの砂漠』 - 空音央 - 『HAPPYEND』 - ドン・ズージェン - 『わが友アンドレ』 - チューン・ミン・クイ - 『ベトとナム』 | - 栗原楓人 - 『HAPPYEND』 - イ・ドヒョン - 『破墓/パミョ』 - プッティポン・アッサラッタナクン - 『おばあちゃんと僕の約束』 - ディラン・ソウ - 『お父さん』 - ダオ・ドゥイ・バオ・ディン - 『ベトとナム』                                                                                    |
| 脚本賞 | 編集賞 |
| - モハマド・ラスロフ - 『聖なるイチジクの種』 - 三宅唱、和田清人 - 『夜明けのすべて』 - パヤル・カパーリヤー - 『私たちが光と想うすべて』 - チャン・ジェヒョン - 『破墓/パミョ』 - ピエール・エルワン・ギヨーム、リティ・パン - 『ポル・ポトとの会合』                                                                   | - チュン・カーファイ - 『トワイライト・ウォリアーズ 決戦! 九龍城砦』 - クレマン・パントー - 『私たちが光と想うすべて』 - マチュー・ラクラウ、リティ・パン - 『ポル・ポトとの会合』 - ウィリアム・チャン - 『わが友アンドレ』 - ジョジョ・セッ - 『お父さん』                                |
| 撮影賞 | 音楽賞 |
| - ホン・ギョンピョ - 『Harbin』 - リュー・ソンイェ - 『わが友アンドレ』 - アジズ・ジャンバキエフ - 『Shambhala』 - 四宮秀俊 - 『敵』 - チェン・チュウキョン - 『トワイライト・ウォリアーズ 決戦! 九龍城砦』 | - ワンピン・チュー - 『ラスト・ダンス』 - Hi'Spec - 『夜明けのすべて』 - キム・テソン - 『破墓/パミョ』 - 勝本道哲 - 『箱男』 - 川井憲次 - 『トワイライト・ウォリアーズ 決戦! 九龍城砦』 |
| 衣裳デザイン賞 | 美術賞 |
| - チェ・ユンソン - 『破墓/パミョ』 - ヤン・ドンリン - 『千里江山図』 - ラームラール・ハドカ - 『Shambhala』 - 宮本茉莉 - 『敵』 - ブルース・ユー、カレン・イップ - 『トワイライト・ウォリアーズ 決戦! 九龍城砦』 | - ケネス・マク、チャウ・サイフン・アンブローズ - 『トワイライト・ウォリアーズ 決戦! 九龍城砦』 - フォ・ティンシャオ、リー・チャン - 『ブラックドッグ』 - ファム・フォン・ラン - 『Don't Cry, Butterfly』 - ソ・ソンギョン - 『破墓/パミョ』 - 林田裕至 - 『箱男』                           |
| 視覚効果賞 | 音響賞 |
| - キム・シンチュル、ダニエル・ソン - 『破墓/パミョ』 - ダニー・イン - 『ブラックドッグ』 - 佐藤史郎、小張泰洋 - 『黒の牛』 - トミー・クオ、チウ・チュンイー - 『Dead Talents Society』 - ジュールス・リン、マー・シウ・フー、ギャレット・K・ラム、イー・クォック・リョン - 『トワイライト・ウォリアーズ 決戦! 九龍城砦』 | - ドゥ・ドゥーチー、トゥー・ツェカン - 『黙視録』 - ズラブ・クルマンバエフ - 『士官候補生』 - キム・ビュンイン - 『破墓/パミョ』 - イウ・チュンヒン、チャン・マイホイ、トゥー・バーナード・デイヴィ - 『トワイライト・ウォリアーズ 決戦! 九龍城砦』 - ヴィンセント・ヴィラ - 『ベトとナム』 |
| アジア有望スター賞 | 次世代賞 |
| - Kōki, | - ウー・カンレン |
| アジア映画優秀賞 | 特別功労賞 |
| - タン・ウェイ - チャン・ドンゴン | - 役所広司 |
| アジア最高興行収入賞 | |
| - 『YOLO 百元の恋』 | |

## 統計
| 数 | 作品                                          |
| -- | --------------------------------------------- |
| 11 | 『破墓/パミョ』                               |
| 9  | 『トワイライト・ウォリアーズ 決戦! 九龍城砦』 |
| 6  | 『私たちが光と想うすべて』                    |
| 6  | 『敵』                                        |
| 5  | 『ブラックドッグ』                            |
| 3  | 『夜明けのすべて』                            |
| 3  | 『ラスト・ダンス』                            |
| 3  | 『ポル・ポトとの会合』                        |
| 3  | 『わが友アンドレ』                            |
| 3  | 『お父さん』                                  |
| 3  | 『ベトとナム』                                |
| 2  | 『箱男』                                      |
| 2  | 『ナミビアの砂漠』                            |
| 2  | 『サントーシュ』                              |
| 2  | 『Shambhala』                                 |
| 2  | 『黙視録』                                    |

| 数 | 作品                                          |
| -- | --------------------------------------------- |
| 2  | 『破墓/パミョ』                               |
| 2  | 『サントーシュ』                              |
| 2  | 『黙視録』                                    |
| 2  | 『トワイライト・ウォリアーズ 決戦! 九龍城砦』 |